# سوپر جام فوتبال عراق
سوپرجام عراق (عربی: كأس السوبر العراقي) که پیش از این جام پشتکار عراق (عربی: كأس المثابرة العراقي) نام داشت رقابت سالانه فوتبال عراق است که بین قهرمان فصل قبلی لیگ برتر عراق و قهرمان جام حذفی عراق برگزار می‌شود. اگر قهرمان لیگ برتر، جام حذفی را نیز به دست آورد، نائب قهرمان لیگ، حریف آن در سوپرجام خواهد بود. این مسابقه به عنوان یک سوپر جام فوتبال شناخته می‌شود. در این مسابقه وقت‌های اضافی پیش‌بینی نشده و در صورت تساوی در ۹۰ دقیقه، قهرمان را مستقیماً ضربات پنالتی تعیین خواهد کرد.